# Karl Paquette
Karl Paquette (Parigi, 19 dicembre 1976) è un ex ballerino francese, danseur étoile del Balletto dell'Opéra di Parigi dal 2009 al 2018.

## Biografia
Dopo gli studi alla Scuola di danza dell'Opéra di Parigi, nel 1994 si è unito al corps de ballet dell'Opéra Garnier. Nel 1996 è stato promosso a coryphée, nel 2000 a solista e nel 2001 a primo ballerino, mentre nel 2009 è stato proclamato danseur étoile dopo una rappresentazione dello Schiaccianoci con le coreografie di Rudol'f Nureev.
Nei suoi oltre venticinque anni con la compagnia ha danzato molti dei più importanti ruoli principali e da caratterista del repertorio, tra cui Inigo in Paquita, Romeo in Romeo e Giulietta, Febo in Notre-Dame de Paris, Solor ne La Bayadère, Siegfried e Rothbart ne Il lago dei cigni, il principe e Drosselmeyer ne Lo schiaccianoci, Basilio ed Espada in Don Chisciotte, Diamante e Smeraldo in Jewels, l'uccello blu ne La bella addormentata, Albrecht e Hilarion in Giselle, Franz in Coppelia, Jean de Brienne in Rajmonda e l'uccello di fuoco nel balletto omonimo.
Ha dato il suo addio alle scene il 31 dicembre 2018.